# 冯正霖
冯正霖（1957年9月—），陕西延川人。男，汉族。曾任交通运输部党组副书记、副部长（正部长级）兼中国民用航空局党组书记、局长。中国共产党第十九届中央委员会候补委员。

## 生平
中共党员。西安公路学院毕业，大学本科学历，高级工程师。
先后在交通部公路局、工程管理司工作。1995年5月，任交通部公路管理司助理巡视员（其间于1995年7月至1998年6月，挂职任西藏自治区交通厅副厅长）。1998年7月，任交通部综合规划司副司长。2000年7月，任交通部公路司司长。2003年6月，任交通部副部长、党组成员。2008年3月，任交通运输部副部长、党组成员。2015年11月，任交通运输部党组副书记、副部长。2015年12月，任交通运输部党组副书记、副部长兼中国民用航空局党组书记。2016年1月，任交通运输部党组副书记、副部长兼中国民用航空局党组书记、局长。2017年4月，任交通运输部党组副书记、副部长（正部长级）兼中国民用航空局党组书记、局长。
2022年6月，不再担任中国民用航空局党组书记，此后被增补为第十三届全国政协委员、全国政协经济委员会副主任。2022年7月，不再担任交通运输部副部长、中国民用航空局局长职务。